# Wiener-Cup 1924-1925
La Wiener-Cup 1924-1925 è stata la 7ª edizione della coppa nazionale di calcio austriaca.

## Quarti di finale
| Squadra 1         | Risultato   | Squadra 2     |
| ----------------- | ----------- | ------------- |
| 12 settembre 1925 |             |               |
| Simmering         | 4 - 1       | Wiener AC     |
| 13 settembre 1925 |             |               |
| SC Weiße Elf      | 0 - 4       | Admira Vienna |
| Rudolfshügel      | 2 - 3 (dts) | First Vienna  |
| Wiener Amateur    | 6 - 1       | Hakoah Vienna |

## Semifinale
| Squadra 1       | Risultato   | Squadra 2    |
| --------------- | ----------- | ------------ |
| 11 ottobre 1925 |             |              |
| Admira Vienna   | 1 - 4       | First Vienna |
| Wiener Amateur  | 3 - 1 (dts) | Simmering    |

## Finale
| Squadra 1       | Risultato | Squadra 2      |
| --------------- | --------- | -------------- |
| 8 novembre 1925 |           |                |
| First Vienna    | 1 - 3     | Wiener Amateur |